# 미국 국립 대기 연구 센터

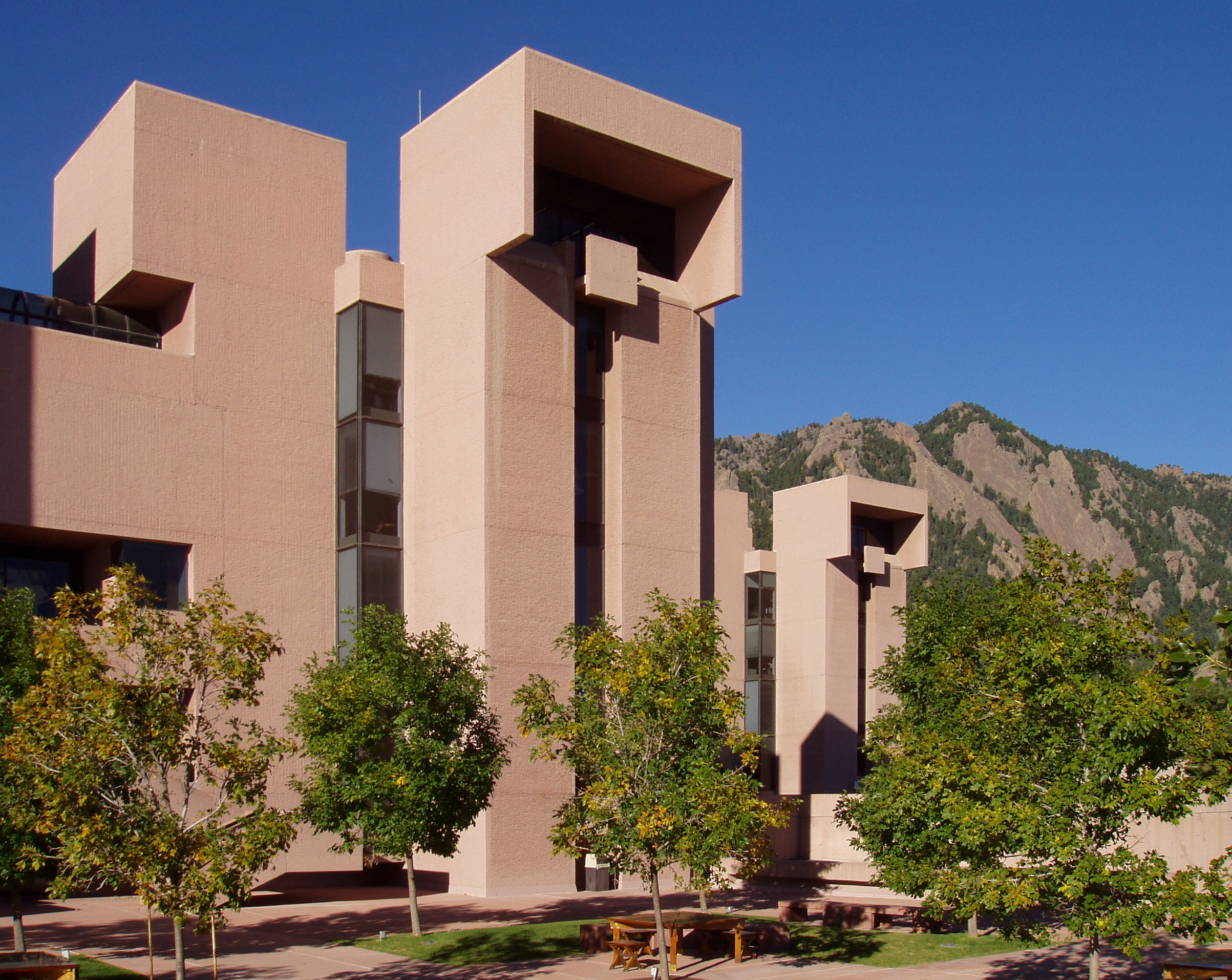

미국 국립 대기 연구 센터(National Center for Atmospheric Research, NCAR)는 비영리 대학 대기 연구 협회(UCAR)가 관리하고 미국 국립과학재단(NSF)이 자금을 지원하는 미국 연방 자금 지원 연구 개발 센터(FFFRDC)이다. NCAR에는 콜로라도주 볼더에 있는 I. M. 페이가 설계한 메사 연구소 본사를 포함하여 여러 시설이 있다. 연구에는 기상학, 기후학, 대기화학, 태양-지상 상호 작용, 환경 및 사회적 영향이 포함된다.